# Monumento naturale regionale de Il Baluton
Il monumento naturale regionale il Baluton si trova sul lago d'Iseo nel territorio comunale di Provaglio d'Iseo, in provincia di Brescia.
Il Baluton, chiamato anche La Balota, sta ad indicare un masso erratico trasportato dalle montagne della Valtellina durante la Glaciazione Würm nel quaternario. La struttura litologica e la dimensione di tale masso è pertanto differente rispetto a quella delle rocce circostanti.
Nel 1984 la regione Lombardia ha inserito l'area tra quelle regionali protette in quanto monumento naturale.
Questi massi erratici si trovano nelle provincie lombarde di Brescia, Como, Varese e Milano ad un'altitudine compresa tra i 600 e gli 800 m o nell'alta pianura.